# BB Волопаса
BB Волопаса (лат. BB Boötis) — одиночная переменная звезда в созвездии Волопаса на расстоянии приблизительно 31865 световых лет (около 9770 парсеков) от Солнца. Видимая звёздная величина звезды — от +16m до +14,4m.

## Характеристики
BB Волопаса — жёлто-белая пульсирующая переменная звезда типа RR Лиры (RRAB) спектрального класса F. Эффективная температура — около 7176 K.